# 流行之神
流行之神是日本一个以都市传说为题材的系列游戏。由日本一軟體开发销售。

## 系列

### 流行之神 警視廳怪異事件檔案（2004）
在2004年於PlayStation平台推出。其後陸續推出不同遊戲主機上的版本，包含2005~2009年的PSP版本及2009年發售的DS版。

### 流行之神2 警視廳怪異事件檔案（2007）
在2007年於PlayStation2平台推出。

### 流行之神3 警視廳怪異事件檔案（2009）
在2009年於PlayStation Portable推出的掌上型遊戲機。

### 現代異聞 流行之神 第零話 (2010)
在2010年於App Store上無料配布的iPad遊戲。

### 真 流行之神 (2014)
在2014年於PlayStation 3及PlayStation Vita掌機上推出的最新版本。
故事概要
S縣C村發生了殺人事件。被發現的遺體是一名被大剪刀貫穿雙眼的男性。
「我，持有S縣C村殺人事件的有力情報。」
遠在東京還在等待受審中的殺人嫌疑犯──關本爽二郎，自稱他掌握了這起殺人事件的有力情報，而被轉移到了C村分局置留所。
而負責接手的就是S縣C村分局特殊警備課的巡査──北條紗希。
在一開始的情報確認，關本自信滿滿地說了。

這個事件的主犯是都市傳說中的怪物“盲人”(Blind Man)，以及──

## 流行之神系列 主要登场人物
风海純也（かざみ じゅんや）※主人公，可以修改姓名
系列主人公。警察史编纂室所属的警部补。公务员考试合格后被分配到警视厅搜查一科，之后被发配到编纂室。
小暮宗一郎（こぐれ そういちろう）
同属警察史编纂室的巡查部長。尽管年龄比风海純也更大，却仍遵从上下阶级称其为“前辈”。外貌看起来很凶恶，却有晕血症，体格很强壮。
犬童兰子（いんどう らんこ）
警察史编纂室所属的警部，风海純也的上司。平时总在办公室看电视，喜欢赌马。
雾崎水明（きりさき すいめい）
东京都須未乃大学的民俗学讲师，对都市传说很有研究。中学时代因为父母去世，被风海純也的父母收养。风海称其为“哥哥”，两人有如真正的兄弟一般关系密切。
式部人见（しきぶ ひとみ）
水明大学时代的朋友。
間宮ゆうか（まみや ゆうか）
水明的学生。
賀茂泉戈薇（かもいずみ かごめ）
『流行之神2』登场的人物。相信科学，否定一切灵异现象的女警部补。。
羽黑薫（はぐろ かおる）
『流行之神3』登场的人物。原本是警视厅刑事课的警察，对一切灵异事件有狂热的兴趣，主动要求来到警察史编纂室。
道明寺秋彦（どうみょうじ あきひこ）

## 真 流行之神 主要登场人物
北条 紗希（ほうじょう さき）※ 主人公，可以修改姓名。
年齡：25歲
職業：S縣警C村分局 特殊警備課 巡查
真 流行之神的主角。使命感相當地強，在他人面前不太訴苦，但其實內心也有著脆弱的一面。是個行動派。善於撒謊跟演戲，對心理戰術相當擅長。
關本 爽二郎（関本爽二郎／せきもと そうじろう）
年齡：36歲
職業：民俗學者（因殺人嫌疑正在公開審判中）
專攻都市傳說的原大學教授。因為殺人嫌疑而在東京看守所中等待審判。在公判時聲稱具有S縣C村殺人事件的有力情報。在事件中對警方所遇到的奇怪案件提出許多建議和協助。
風守 隼人（かざもり はやと）
年齡：28歲
職業：S縣警C村分局 特殊警備課 巡查部長
紗希的前輩，是個工作懶散、說話粗魯的警官。不過體能相當地好，在關鍵時刻是很可靠的男人。
黒田 邦雄（くろだ くにお）
年齡：52歲
職業：S縣警C村分局 特殊警備課 警部
個性溫和，對部下也都使用禮貌的用語說話。處理刑事案件的資歷相當長，有他的協助才能與其他部門妥善協調。為了讓部下累積經驗，所以本人很少實際參與現場搜查。
立花 美鈴（たちばな みすず）
年齡：25歲
職業：S縣警鑑識課 現場鑑識第一組 擔任現場鑑識人員
紗希警察學校時期的同期生，成績優異。是個只相信親眼看到事物的現實主義者，頭腦固執。無所畏懼的性格讓人完全無法感受到她還只是個新人。
金谷 大夢（かなや ひろむ）
年齡：34歲
職業：無職
C村地主的兒子。不喜歡社交，喜愛一個人獨處。只要是想要的東西就會為其而不擇手段。
水瀨 遙（水瀬 遥／みなせ はるか）
年齡：22歲
職業：大學生
與某個殺人事件的被害者有著交友關係的女性，主張自己目前沒有戀人。
牧村 早苗（まきむら さなえ）
年齡：19歲
職業：專科學生
在C村的看護中心中研修的專科學生。雖然是個工作環境惡劣的地方，但還是為了取得看護人員的資格而忍耐著。
看似年輕，但在工作人員中是一名有著堅強個性的人。
津田沼 陽一（つだぬま よういち）
年齡：36歲
職業：記者兼攝影師
與三流雜誌簽屬了自由契約，是個厚顏無恥，不管在甚麼地方，只要有事件就會為了獨家報導出現的男人。對C村發生的殺人事件很有興趣，為了獲得情報而接近紗希。
砂堀 將春（すなほり まさはる）
年齡：39歲
職業：酒店『砂堀酒造』的老闆
對自己工作感到驕傲的男人。但是酒店的經營狀況跟家計都不是很好。不過為了妻子與9歲的兒子而拼命工作。與特殊警邏隊的風守似乎合不來的樣子，兩人經常吵架。
砂堀 優子 （すなほり ゆうこ）
年齡：31歲
職業：酒店『砂堀酒造』的老闆娘
有著穩重的性格，支持丈夫將春的好妻子。雖然不會反對丈夫所說的話，但引起紛爭時也會出來勸解。由於每天都被酒店工作纏身，不是很有時間與兒子相處。
砂堀 聰史（砂堀 聡史／すなほり さとし）
年齡：9歲
職業：小學生
非常內向且怕生的砂堀家長男。雖然是小學生但經常不去上課。沒有朋友，幾乎都留在家裡看家。遊戲掌機去哪都帶著，只要一玩就不會去管週遭的事情。
亘 胡桃（わたり くるみ）
年齡：78歲
職業：無職
住在C村的介護施設，有點老人癡呆的老婆婆。只要稍微沒注意的話就會在村裡四處徘徊。